# Đề Kiều

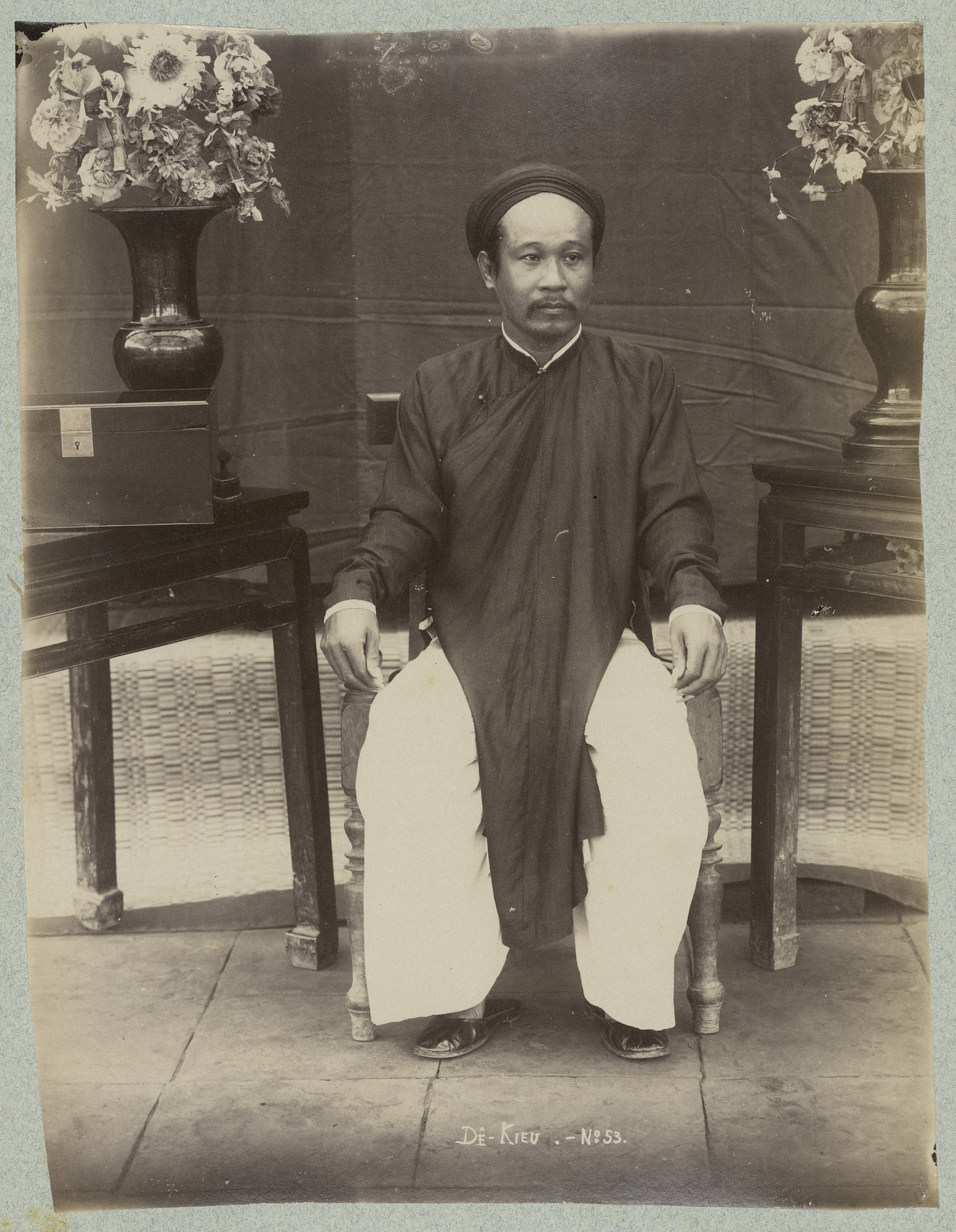
Chân dung Đề Kiều

Đề Kiều (1855 - 1915) tên thật là Hoàng Văn Thúy là một trong những tướng lĩnh sớm hưởng ứng phong trào Cần Vương, nổi tiếng với các trận đánh Pháp oanh liệt. Sau này, Pháp đã phải dùng thủ đoạn hèn hạ để buộc ông phải đầu hàng và hạ độc giết chết ông.

## Thân thế
Hoàng Văn Thúy sinh năm 1855 tại làng Cát Trù, tổng Điêu Lương, huyện Cẩm Khê, Hưng Hóa (nay là tỉnh Phú Thọ). Ông là con trai thứ 13 trong số bốn mươi ba người con đời thứ bảy của Quận công Hoàng Đắc Lộc.

## Sự nghiệp chống Pháp
Ông sinh ra khi Pháp xâm chiếm nước ta, lại sẵn mang trong mình dòng máu của một danh tướng nhiều đời làm quan trong triều nên tuy chỉ làm chức Chánh tổng song ông đã bắt đầu ý thức nước cần độc lập, dân phải tự do. 
Ngay từ những ngày đầu khởi nghĩa, ông tuy mới 27 tuổi nhưng chẳng sợ nguy nan trước lũ giặc cướp hung tàn. Có lần, ông đã sai tuần đinh bắn chết hai tên giặc Pháp để bảo vệ tính mạng và tài sản cho người dân. 
Năm 1888, vua Tự Đức băng hà, triều đình không chống được đành đầu hàng Pháp. Nguyễn Quang Bích được vua Hàm Nghi phong làm "Hiệp thống Bắc Kỳ Quân vụ đại thần" giương cao ngọn cờ Cần Vương chống Pháp. Đề Kiều trở thành một trong những cận vệ của Nguyễn Quang Bích.
Trước tình thế Pháp tấn công ồ ạt cùng vũ khí hiện đại, biết không thể giữ được thành Hưng Hóa, ông khuyên chủ tướng rời thành rút ra ngoài xây dựng lực lượng lớn mạnh để kháng chiến lâu dài. Ông đã dẫn quân về xây dựng căn cứ Rừng già, nơi ông sinh ra và lớn lên. Đây vừa là nơi che chắn cho đại bản doanh của phong trào vừa là hậu phương cung cấp người và của cho kháng chiến. Nhân dân tham gia lực lượng rất đông.
Thực dân Pháp tiếp tục công cuộc bình định, xây đồn Ngọc Lập (Yên Lập) rồi tiến đánh căn cứ Tiên Động và căn cứ Rừng già. Nghĩa quân chống trả quyết liệt khiến Pháp phải rút lui. Để ngăn cách nghĩa quân ở Thanh Mai với nghĩa quân ở Rừng già, Pháp xây dựng đồn Phong Vực, tiếp đó đánh Thanh Mai giải tán nghĩa quân của Bố Giáp. Cùng khi ấy, Đề Kiều cho quân đánh tan đồn Phong Vực giải thoát cho dân.
Dưới sự chỉ huy tài tình của Đề Kiều, nghĩa quân đã có nhiều trận đánh lớn. Năm 1886, nghĩa quân phục kích tại đèo Gồ, Vân Hồi bắn trọng thương tên Quan tư Gôbanh, giết nhiều lính, buộc chúng phải rút về căn cứ. Ông cũng chỉ huy trận Đèo Ách, trận phục kích ở Trịnh Tường gây cho quân Pháp nhiều tổn thất cũng như trận chống càn khi Pháp đánh úp vào đại bản doanh ở Nghĩa Lộ năm 1887 và trận Đèo Ách lần hai năm 1888.
Năm 1887, Hiệp đốc Quân vụ Nguyễn Văn Giáp qua đời, Đề Kiều được phong Chánh Đề đốc thay Phó tướng Nguyễn Văn Giáp chỉ huy căn cứ Thượng Bằng La. Trong hai năm 1888 và 1889, nhân dân các dân tộc thiểu số thuộc các tổng Đại Lịch, Sơn A, Thạch Lương, Phú Nham nô nức ủng hộ nghĩa quân. Những chiến công lớn tại Thương Bằng La ở Đồng Bồ, đèo Cao Phạ, Giốc Đỏ, Ba Khe... đều có sự góp mặt của ông.
Ngày 5 tháng 1 năm 1890, Nguyễn Quang Bích tạ thế; trước khi mất, ông đã trao quyền chỉ huy nghĩa quân cho Đề Kiều. Ông liền rút quân từ Thượng Bằng La về xây dựng, củng cố lại căn cứ Rừng già. Lúc này, nghĩa quân của Nguyễn Quang Bích chỉ còn ông và Đốc Ngữ - một tướng tài khác của Nguyễn Quang Bích.
Năm 1890, ông đánh đồn Phong Vực lần hai giết tên quan Đồn trưởng cùng nhiều lính, thu nhiều vũ khí. Rồi ông tiến đánh đồn Ngọc Lập.
Tháng 3 năm 1891, Pháp điên cuồng tấn công vào Sơn Hùng, Thục Luyện nhằm cô lập ông và Đốc Ngữ nhưng chẳng làm gì nổi nghĩa quân.
Năm 1892, Pháp tập trung lại hai cánh quân đánh vào căn cứ Rừng già. Ông bố trí phục kích và đánh thắng lớn ở trận Đồng Lốc. Đốc Ngữ do sơ hở lọt vào tay giặc và bị chúng hạ sát. Đề Kiều quyết định rời Rừng già lập trận tuyến phòng ngự ở núi Đọi Đèn.

## Đầu hàng Pháp
Biết không thể dùng vũ lực chống lại ông, giặc Pháp và Lê Hoan đã hèn hạ bắt mẹ ông và các cụ già có con cháu tham gia nghĩa quân, dọa giết dân và đốt làng nếu ông không đầu hàng. Dân làng và các bô lão đi lại nhiều lần khuyên ông đầu thú.
Cuối cùng, Đề Kiều đành đầu hàng nhưng với các điều kiện sau:
- Phải tha cho các dân làng thuộc ba tổng, cung cấp lương thực và thuốc men để họ trở về sum họp với gia đình.
- Ông và nghĩa quân được tự do.
- Phải trả lại ba tổng cho ông cùng nhân dân quản lí.

## Sau này
Trở về làng, ông từ chối làm quan Lãnh binh mà cùng dân làm ăn, bảo vệ quyền lợi cho dân.
Ông đã lợi dụng mảnh đất tự do này để che chắn, giúp đỡ, cung cấp tiền, lương thực cho các nhân vật lãnh đạo kháng chiến.
Năm 1903, vua Thành Thái mời ông về Thăng Long hội kiến ba ngày. Vua cũng phong ông danh hiệu "Anh dũng tướng quân" hàm "Tam phẩm".

## Qua đời
Biết để ông sống ngày nào là còn mất ăn mất ngủ ngày đó, viên Chánh sứ Robin và Chánh Mật thám Gertbert đã hạ độc ông. Trước khi mất, ông đã dặn con cháu hãy "trả thù cho nước, rửa hận cho cha".
Khi mất, Pháp còn bắt nậy nắp quan tài để xem ông chết thật chưa.

## Vinh danh
Tên ông được nhắc đến nhiều trong gia phả họ Nguyễn Giáp và họ Ngô. Tại Thượng Bằng La, người ta gọi ông là "Thánh nhân giáng thế". Ở làng Phong Vực, người ta lập đền thờ sống ông, tôn ông làm Thành hoàng làng. 
Nhân dân ba tổng của ông còn truyền mãi bài thơ vịnh:
Trên dải sông Thao núi Đọi Đèn...
Đèn không còn nữa núi còn tên!
Nghĩa xưa thấp thoáng nền doanh cũ
Sườn đá rêu mờ dấu ngựa in...
Non nước viếng thăm ngàn dặm cách
Gió trăng say tỉnh một bầu tiên!
Anh hùng thuở trước giờ đâu tá?
Núi cả tài cao tiếng để truyền
Khi ông mất, các làng ba tổng đều lập đền thờ ông. Nhân dân Cát Trù tôn ông làm Hậu thần thờ ở đền làng Cát Trù. Trong kháng chiến chống Pháp, đền bị Pháp tàn phá, nay con cháu đã xây dựng lại tại Đông Phai (chân núi Đọi Đèn, Rừng già) thuộc xã Văn Khúc, huyện Cẩm Khê, Phú Thọ. Hàng năm vào ngày 15-6 ÂL, con cháu ở khắp nơi lại tề tựu đông đủ để làm giỗ tưởng nhớ ông.

## Con cháu
Đề Kiều có người con trai tên Hoàng Mẫn Tuệ. Noi gương cha, ông Tuệ đã có công đầu trong xây dựng căn cứ cách mạng của tỉnh Phú Thọ. Nối tiếp là những chiến khu vũ trang Minh Hòa, Vạn Thắng góp phần quan trọng trong việc cướp chính quyền 1945. Ngoài ra, rất nhiều con cháu Đề Kiều đã tham gia kháng chiến chống Pháp và chống Mỹ.

## Nhận xét
Có thể nói, Đề Kiều tham gia hưởng ứng chiếu Cần Vương sớm nhất, và cũng là người hạ giáo sau cùng.